# Luis Russell
Luis Carl Russell (* 6. August 1902  auf der Insel Careening Cay bei Bocas del Toro, Panama; † 11. Dezember 1963, New York City) war ein US-amerikanischer Jazzmusiker (Piano, Arrangement, Komposition), der nicht nur als Band-Leader des New Orleans Jazz, sondern als Leiter einer der ersten Bigbands der Swing-Ära hervorgetreten ist.

## Leben und Wirken
Russell hat afro-karibische Wurzeln. Er wurde in Panama geboren als Sohn eines Musiklehrers und lernte Violine, Gitarre, Posaune und Klavier, bevor er 1917 als Stummfilmpianist und Pianist in einem Casino in Colón zu arbeiten begann. Als er 1919 in einer Lotterie 3000 Dollar gewann, siedelte er mit Mutter und Schwester nach New Orleans über. Er nahm bei Steve Lewis Unterricht im Klavierspiel à la New Orleans Jazz und spielte in der Band von Albert Nicholas. 1924 siedelte er nach Chicago über, wo er mit Doc Cook  in dessen „Dreamland Orchestra“ und danach bei King Oliver spielte. 1926 nahm er mit seinen „Hot Six“ (mit Barney Bigard, Kid Ory, Johnny St. Cyr) und seinen „Heebie Jeebie Stompers“ auf (mit Bigard, St.Cyr).
Mit Oliver ging Russell auch 1927 nach New York, gründete dann aber Ende des Jahres eine eigene Band mit einigen von Olivers Musikern. Zeitweise spielten dort Barney Bigard, Pops Foster, Omer Simeon, Henry Red Allen, Vic Dickenson, Paul Barbarin, Teddy Hill, J. C. Higginbotham, Albert Nicholas, Dicky Wells  und William Thornton Blue. In New York waren sie eine der gefragtesten Bands, für Auftritte und Aufnahmesessions mit z. B. Red Allen, Jelly Roll Morton und Louis Armstrong, der sie 1929 zu seiner Backup-Band machte (Aufnahmen bei Okeh 1929 / 1930). Die Aufnahmen dieser Bigband unter eigenem Namen ab 1929 gelten als eines der frühesten Beispiele für Swingmusik. Im September 1934 hatte Russell seinen einzigen Charterfolg in den Billboard Top 30, als seine Version des Jerome-Kern-Klassikers „Ol’ Man River“ für Perfect eine Woche Rang 19 erreichte.
Von 1935 bis 1943 waren Russell und seine Musiker wieder die Backup-Band von Louis Armstrong (Russell blieb aber musikalischer Leiter). Danach spielte sie wieder unter Russells Namen im Savoy Ballroom und Apollo Theater in Harlem und in Atlantic City. 1946 hatte er mit „The Very Thought of You“ einen Hit in den „Race Records“ Charts; 1948 zog sich Russell (bis auf gelegentliche Gigs) zurück, eröffnete einen Laden für Süßigkeiten – später einen für Spielzeug – und arbeitete nebenher als Musiklehrer und danach als Chauffeur. Auf einer Gastspielreise nach Panama 1959 spielte er klassisches Klavier-Repertoire. Er starb 1963 an Krebs.
Russell war seit 1956 mit der Sängerin und Bassistin Carline Ray verheiratet; ihre gemeinsame Tochter Catherine Russell ist als professionelle Sängerin international bekannt.